# April Bowlby
April Michelle Bowlby (Vallejo, California; 30 de julio de 1980) es una actriz estadounidense. Es conocida por sus papeles de Kandi en la sitcom de la CBS Two and a Half Men, Stacy Barrett en la serie de Lifetime Drop Dead Diva y como Rita Farr / Elasti-Girl en la serie Titans y su serie spin-off Doom Patrol, del servicio de streaming DC Universe.

## Biografía
Bowlby nació en Vallejo (California). Se mudó a Manteca (California) cuando era niña, y asistió a la East Union High School. Estudió ballet, francés y biología marina en el Moorpark College, y comenzó una carrera de modelaje antes de decidirse por la actuación. Luego, estudió drama con Ivana Chubbuck. Ella es de religión católica. En 2022 contrajo matrimonio con el productor de documentales Matthew Cooke y poco después anunció el nacimiento de su primer hijo.

## Carrera
Bowlby obtuvo un papel en la serie Two and a Half Men como Kandi en su primer mes en Hollywood. También es conocida por su papel de Stacy Barrett en Drop Dead Diva. Interpretó a la obsesiva exnovia de Barney Stinson, Meg, en How I Met Your Mother, y ha hecho apariciones en CSI: Crime Scene Investigation, Psych y 'CSI: NY. Ha aparecido en películas como All Roads Lead Home (2008), The Slammin' Salmon (2009) y From Prada to Nada (2011).
Interpreta el papel de Rita Farr / Elasti-Girl en la serie Titans, y continúa en el mismo rol en el spin-off Doom Patrol, serie estrenada en 2019.

## Filmografía

### Cine
| Año  | Título                       | Papel         | Notas |
| ---- | ---------------------------- | ------------- | ----- |
| 2008 | All Roads Lead Home          | Natasha       |       |
| 2009 | The Slammin' Salmon          | Mia           |       |
| 2011 | From Prada to Nada           | Olivia        |       |
| 2018 | Unbroken: Path to Redemption | Cecy Phillips |       |

### Televisión
| Año       | Título                         | Papel                   | Notas                                                                       |
| --------- | ------------------------------ | ----------------------- | --------------------------------------------------------------------------- |
| 2004      | CSI: Crime Scene Investigation | Kaitlin Rackish         | Episodio: "What's Eating Gilbert Grissom?"                                  |
| 2005      | CSI: NY                        | Jenny Lee               | Episodio: "Crime and Misdemeanor"                                           |
| 2005      | Stacked                        | Jasmine                 | Episodio: "The Ex-Appeal"                                                   |
| 2005      | Freddie                        | Sydney                  | Episodio: "Rich Man, Poor Girl"                                             |
| 2005-2015 | Two and a Half Men             | Kandi                   | 17 episodios, papel recurrente (temporada 3), invitada (temporadas 10 y 12) |
| 2007      | Sands of Oblivion              | Heather                 | Película para televisión                                                    |
| 2007-2014 | How I Met Your Mother          | Meg                     | 4 episodios                                                                 |
| 2008      | Out of Jimmy's Head            | Princess Gugulfa        | Episodio: "Princess"                                                        |
| 2009      | Kath & Kim                     | Ashley                  | Episodio: "Bachelorette"                                                    |
| 2009-2014 | Drop Dead Diva                 | Stacy Barrett           | 78 episodios, papel principal (temporadas 1-6)                              |
| 2010      | CSI: Crime Scene Investigation | Marta Petrovich         | Episodio: "Unshockable"                                                     |
| 2010      | Psych                          | Lauren Lassiter         | Episodio: "Dead Bear Walking"                                               |
| 2015      | Mom                            | Selenea                 | Episodio: "Cheeseburger Salad and Jazz"                                     |
| 2015      | You're the Worst               | Bernadette              | Episodio: "Born Dead"                                                       |
| 2016      | Marriage of Lies               | Rachael Wilson          | Película para televisión; originalmente titulada Presumed                   |
| 2016      | The Engagement Clause          | Katie Tate              | Película para televisión; originalmente titulada Married by Christmas       |
| 2017      | The Big Bang Theory            | Rebecca                 | Episodio: "The Separation Agitation"                                        |
| 2017      | Love's Last Resort             | Alyssa                  | Película para televisión                                                    |
| 2017      | A Mother's Crime               | Nikki                   | Película para televisión                                                    |
| 2018      | Heathers                       | Teyna                   | 2 episodios                                                                 |
| 2018      | Titans                         | Rita Farr               | Invitada                                                                    |
| 2018      | The Wrong Daughter             | Sra. Hanson             | Película para televisión                                                    |
| 2018      | Dying for the Crown            | Isabelle Wagner         | Película para televisión; originalmente titulada Homecoming Revenge         |
| 2019      | Doom Patrol                    | Rita Farr / Elasti-Girl | Personaje principal, serie de TV                                            |
| 2020      | DC's Legends of Tomorrow       | Rita Farr / Elasti-Girl | Episodio: "Crisis on Infinite Earths, Part 5"                               |